# Venturia hystrioides
Venturia hystrioides är en svampart som först beskrevs av Dugan, R.G. Roberts & Hanlin, och fick sitt nu gällande namn av Crous & U. Braun 2007. Venturia hystrioides ingår i släktet Venturia och familjen Venturiaceae.   Inga underarter finns listade i Catalogue of Life.